# Antonina Skorobogattjenko
Antonina Vitaljevna Skorobogattjenko (ryska: Антонина Витальевна Скоробогатченко), född 14 februari 1999 i Volgograd, är en rysk handbollsspelare som spelar för CSKA Moskva. 

## Klubbkarriär
Antonina Skorobogattjenko spelade inledningsvis i sin hemstad med GK Dynamo Volgograd, i den högsta ryska ligan samt även i EHF-cupen. I februari 2017 bytte hon  till ligakonkurrenterna GK Kuban Krasnodar. Efter tre år i Kuban februari  gick hon till CSKA Moskva.

## Landslagskarriär
Antonina Skorobogattjenko har haft en framgångsrik karriär i ryska ungdomslandslagen. Hon tog silver med Rysslands U17-lag vid EM 2015 och blev även uttagen i All Star-laget. Hon vann sedan guldmedaljen i U18-VM 2016 och silver i U20-VM samma år. Hon blev uttagen till All Star-laget i båda turneringarna.
Skorobogattjenko tog silver med Ryssland i U19-EM 2017, men laget fråntogs det senare på grund av dopningsbrott. Det var bland annat Skorobogattjenko som testade positivt för meldonium vid U19-EM 2017. Först stoppades hon från allt tävlande i 20 månader, men domen lindrades sedan till 12 månader.
Antonina Skorobogattjenko är sedan 2018 med i den ryska A-landslagstruppen. Vid EM 2018 vann hon silver med ryska laget. 2020 deltog hon i EM igen och kom på femte plats efter en förlust mot Danmark i en avgörande match om en semifinalplats. Hon var med och tog OS-silver i handboll för Ryssland- vid damernas turnering i handboll vid olympiska sommarspelen 2020 i Tokyo. Hon stod för 8 mål i OS 2020.